# Добшо
Добшо́ — деревня в Торопецком районе Тверской области. Входит в состав Скворцовского сельского поселения.

## География
Деревня расположена в 10 км (по автодороге — 15 км) к юго-западу от районного центра Торопец. Находится на южном берегу Добшинского озера.

## Этимология
Название «Добшо» образовано от гидронима: деревня находится на южном берегу одноимённого озера, через которое протекает река Добша.

## История
В 1762 году в селе Добшо (тогда оно носило название Допшо) была построена каменная Успенская церковь. Прихожан в 1876 году — 174 двора (696 мужчин, 759 женщин), в 1879 году — 741 мужчина, 810 женщин.
В списке населённых мест Торопецкого уезда Псковской губернии за 1885 год значится деревня Допша (1 двор, 5 жителей) и погост Допша (8 дворов, 13 жителей).

Разрушенная церковь Успения Пресвятой Богородицы
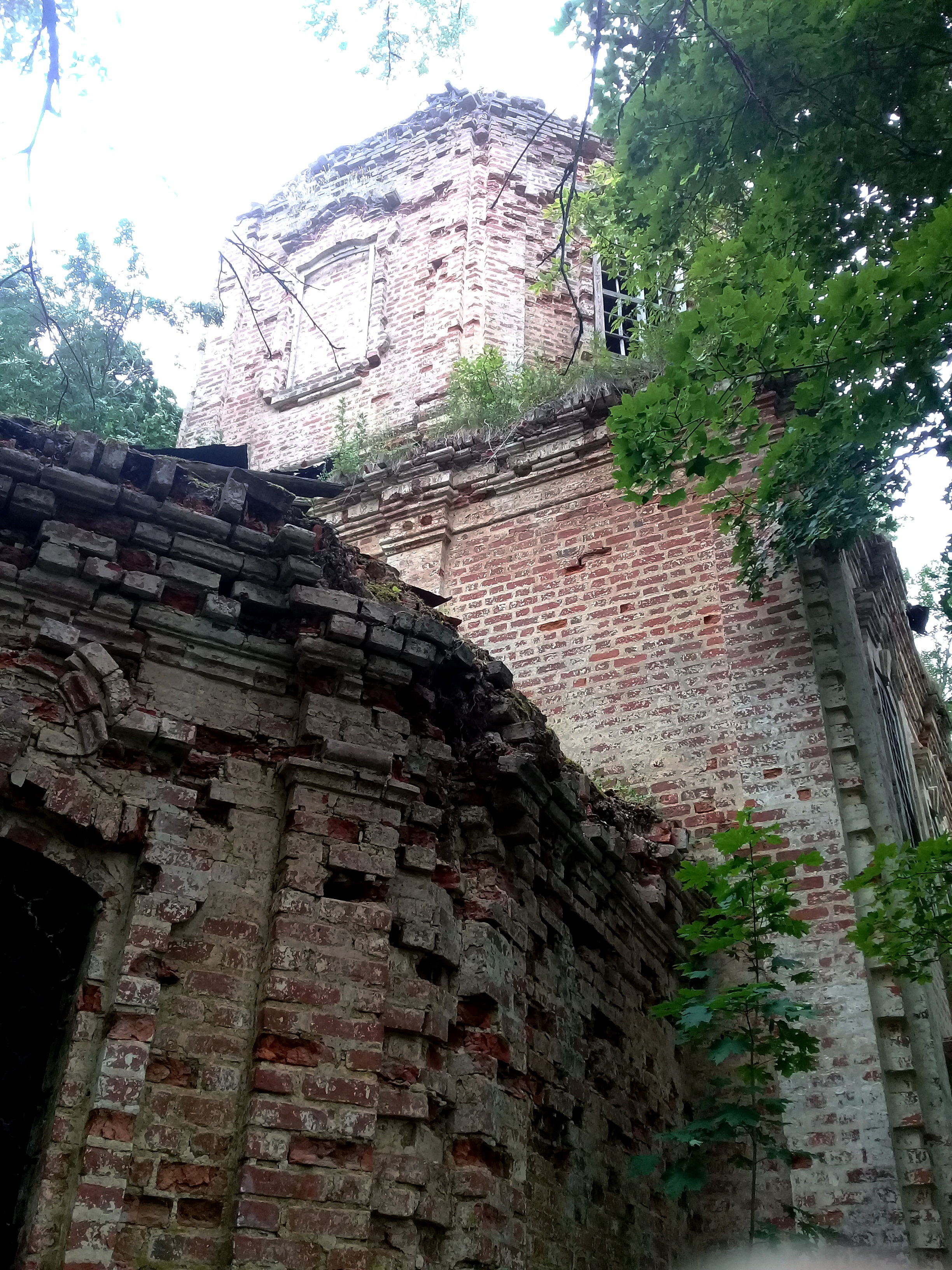
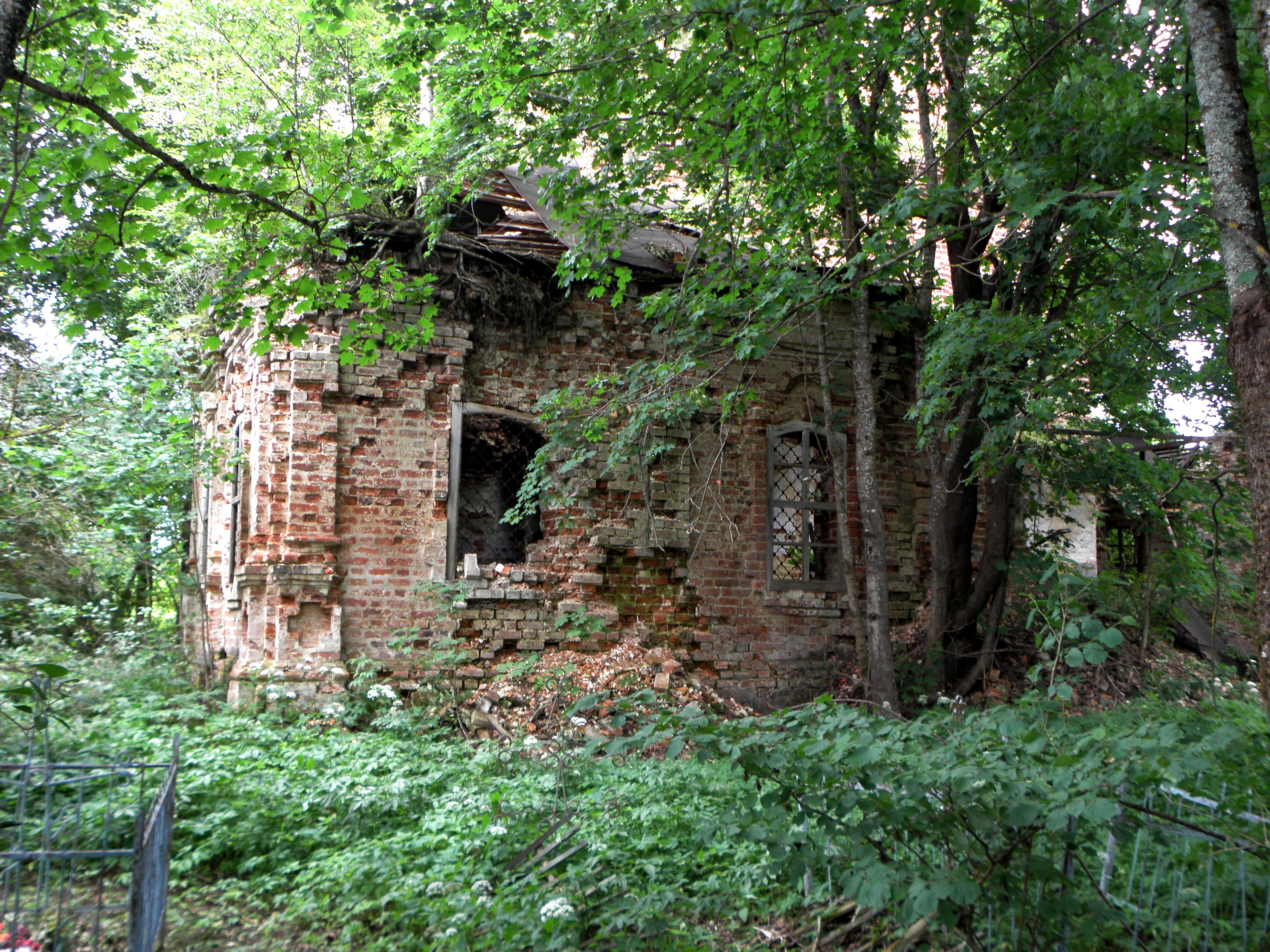

## Храм Николая Чудотворца
В 2010-х годах в деревне был построен новый храм, освящённый во имя Святителя Николая Чудотворца. Небольшое здание из белого кирпича, построенное на средства благотворителя, уроженца этих мест Игоря Алексеевича Иванова.
29 июля 2013 года  в новом Никольском храме состоялось первое праздничное богослужение, которое возглавил епископ Ржевский и Торопецкий Адриан.
Никольский храм приписан к Вознесенскому в Торопце.

## Население
| 2010 |
| ---- |
| 67   |